# Ugena
Ugena è un comune spagnolo di 5 282 abitanti situato nella comunità autonoma di Castiglia-La Mancia.